# Actia panamensis
Actia panamensis là một loài ruồi trong họ Tachinidae.